# Aiguille du Dru
Aiguilles du Dru (fr. Les Drus) – szczyt w Masywie Mont Blanc, w grupie Triolet-Verte. Leży we wschodniej Francji (departament Górna Sabaudia), niedaleko Chamonix-Mont-Blanc.
Wyróżnia się dwa wierzchołki:
- Grande Aiguille du Dru lub w skrócie Grand Dru – 3754 m n.p.m.,
- Petite Aiguille du Dru lub w skrócie Petit Dru – 3733 m n.p.m.

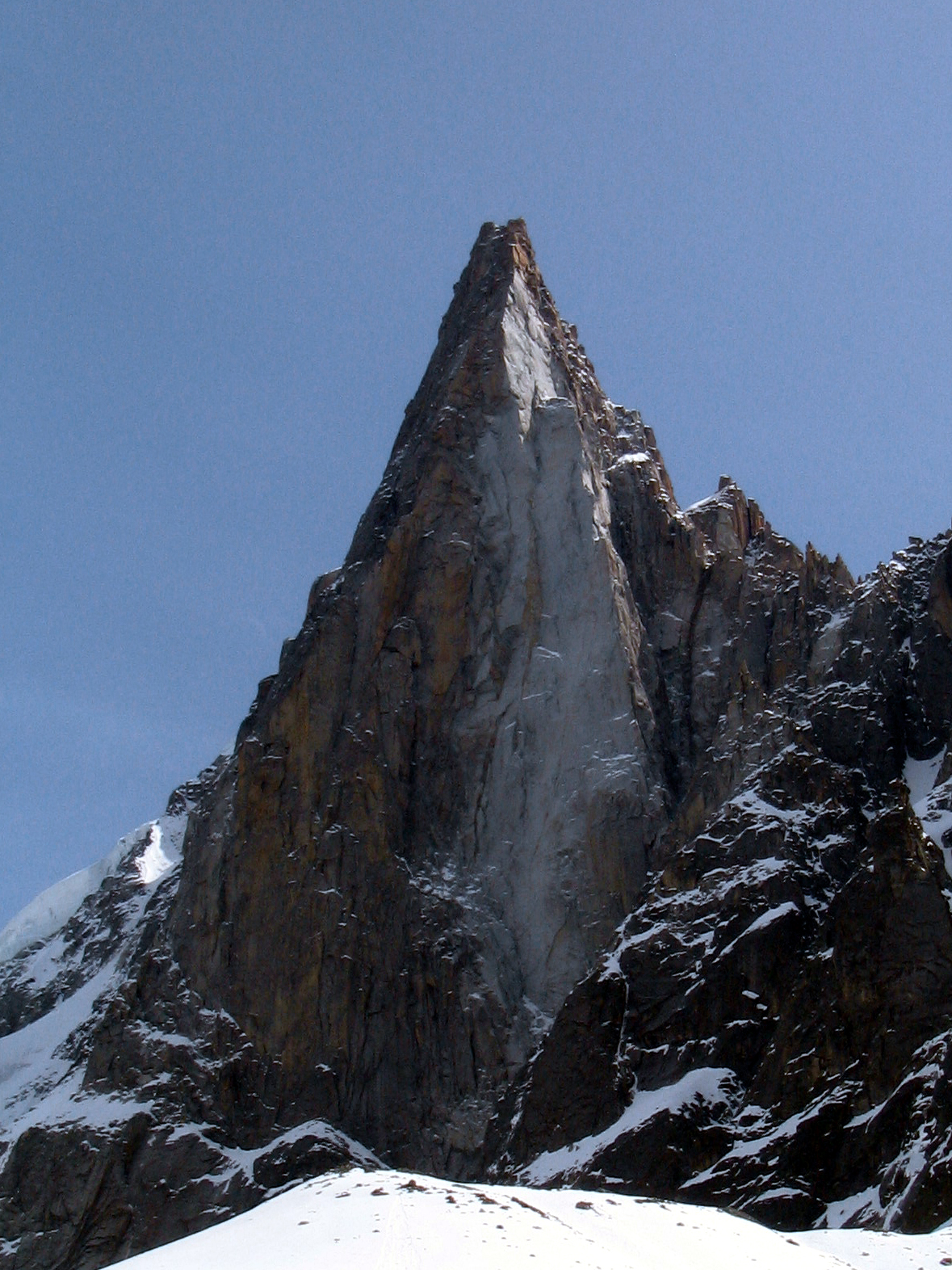
Zachodnia ściana Petit Dru

## Petit Dru
Północna ściana Petit Dru, o wysokości 850 metrów, jest uważana za jedną z sześciu klasycznych dróg wspinaczkowych w Alpach. Inną klasyczną drogą jest tzw. Filar Bonattiego. Od 1997 kolejne obrywy skalne niszczyły tę część ściany i obecnie prowadzone są zupełnie nowe drogi wspinaczkowe. Najwyższa, zachodnia ściana szczytu ma 1100 metrów wysokości i nachylenie 80°.